# Magnolia yoroconte
Magnolia yoroconte är en magnoliaväxtart som beskrevs av James Edgar Dandy. Magnolia yoroconte ingår i släktet Magnolia och familjen magnoliaväxter. Inga underarter finns listade i Catalogue of Life.